# Заборк
Заборк (словен. Zabork) — поселення в общині Зрече, Савинський регіон, Словенія. 
Висота над рівнем моря: 616,3 м.